# Villa Serrano
Villa Serrano è un comune (municipio in spagnolo) della Bolivia nella provincia di Belisario Boeto (dipartimento di Chuquisaca) con 12 336 abitanti (dato 2010).

## Cantoni
Il comune è suddiviso in 3 cantoni (popolazione al 2001):
- Mendoza - 4 126 abitanti
- Urriolagoitia - 2 512 abitanti
- Villa Serrano - 5 639 abitanti